# الموسكة (جبلة)

تعديل مصدري - تعديل

الموسكة محلة تابعة لقرية الصال، التابعة لعزلة الثوابي بمديرية جبلة إحدى مديريات محافظة إب في الجمهورية اليمنية، بلغ تعداد سكانها 29 حسب تعداد اليمن لعام 2004.